# Kilian Ignaz Dientzenhofer

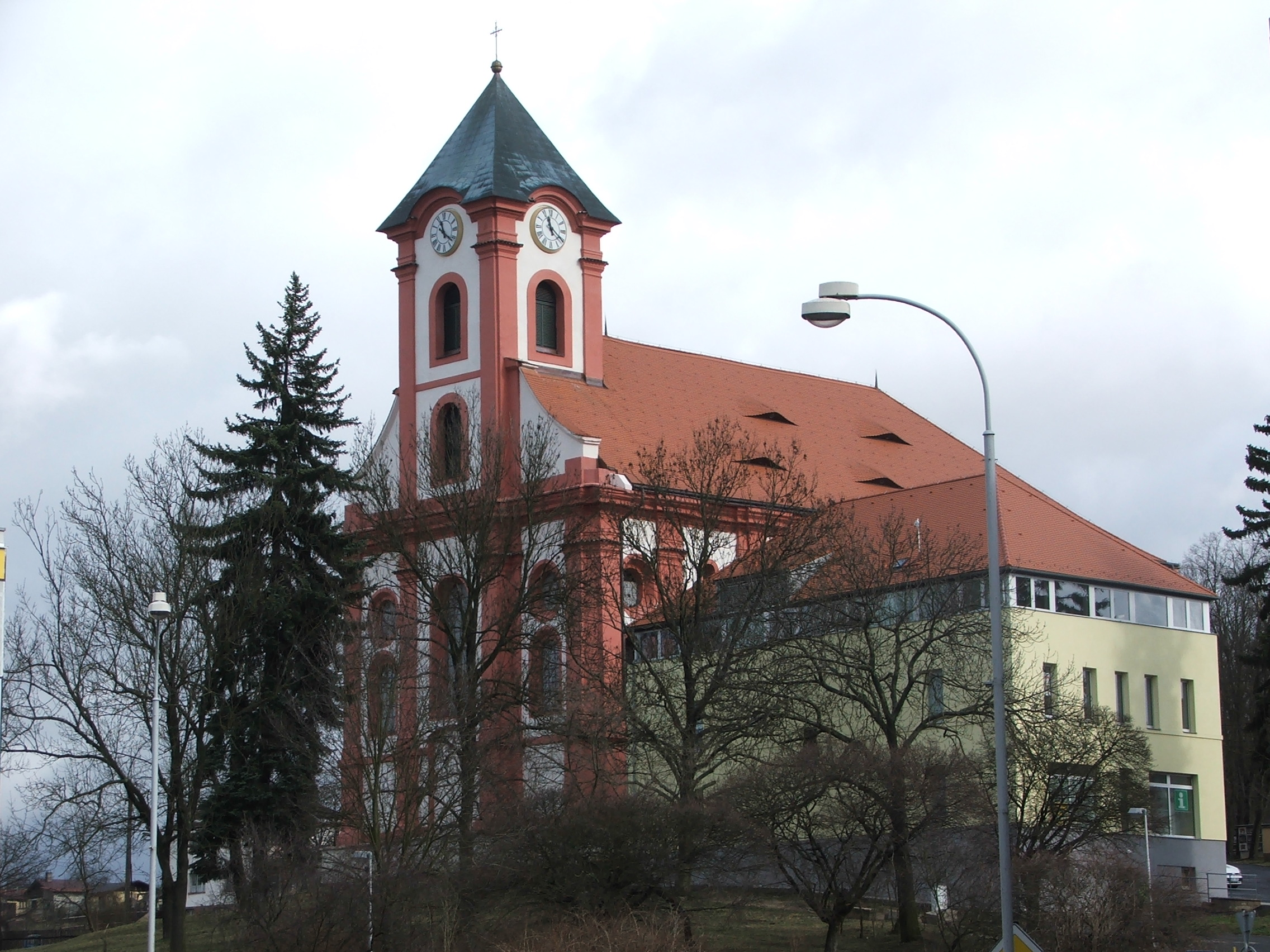
Església de Sant Laurenci a Chodov, República Txeca. Disseny de K.I.Dientzenhofer.

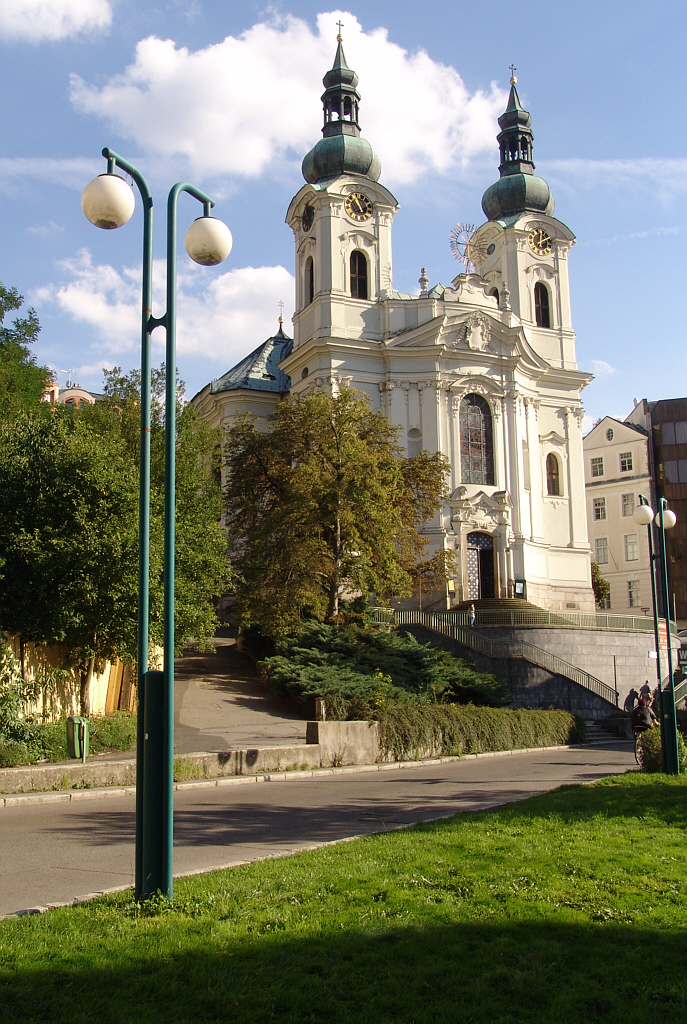
Església de Maria Magdalena a Karlovy Vary, República Txeca. Disseny de K.I.Dientzenhofer.

Kilian Ignaz Dientzenhofer fou un arquitecte txec-alemany. Va néixer l'1 de setembre de 1689 a Praga i va morir el 18 de desembre de 1751. Era fill d'un altre arquitecte important Christoph Dientzenhofer.
Va construir diverses esglésies i palaus. La seva obra més important fou l'església de Sant Nicolau en el barri Mala Strana de Praga.